# Gemeinschaft der Lateinamerikanischen und Karibischen Staaten
Die Gemeinschaft der Lateinamerikanischen und Karibischen Staaten (spanisch Comunidad de Estados Latinoamericanos y Caribeños, CELAC) ist ein regionaler Verband lateinamerikanischer und karibischer Länder. Die Gemeinschaft besteht aus allen souveränen Staaten Amerikas außer Kanada und den Vereinigten Staaten und hat eine Gesamtbevölkerung von über 550 Millionen Menschen sowie eine Gesamtfläche von mehr als 20 Millionen Quadratkilometern.

## Namen
Der offizielle Name der Gemeinschaft der lateinamerikanischen und karibischen Staaten in den fünf primären Amtssprachen der Mitgliedsstaaten lautet:
- Spanisch: Comunidad de Estados Latinoamericanos y Caribeños (56 % der Fläche, 63 % der Bevölkerung)
- Portugiesisch: Comunidade de Estados Latino-Americanos e Caribenhos (42 % der Fläche, 34 % der Bevölkerung)
- Französisch: Communauté des États Latino-Américains et Caribéens (0,1 % der Fläche, 1,6 % der Bevölkerung)
- Englisch: Community of Latin American and Caribbean States (1,3 % der Fläche, 1,1 % der Bevölkerung)
- Niederländisch: Gemeenschap van Latijns-Amerikaanse en Caraïbische Staten (0,8 % der Fläche, 0,1 % der Bevölkerung)

## Geschichte
Die Gründung der CELAC wurde am 23. Februar 2010 im Rahmen des 22. Gipfels der Rio-Gruppe und des 3. Gipfel Lateinamerikas und der Karibik über Integration und Entwicklung (Cumbre de las Américas; CALC) in Playa del Carmen im mexikanischen Bundesstaat Quintana Roo beschlossen. Im Gegensatz zur Organisation Amerikanischer Staaten (OAS) besteht die CELAC aus allen Mitgliedsstaaten der OAS außer den USA und Kanada. Der Wunsch nach einer neuen Organisation wuchs auch aus den Ereignissen um den Putsch in Honduras 2009, wo die USA versuchten, die OAS in ihrem Sinne zu beeinflussen. Die CELAC wird somit als Alternative zur OAS gesehen, die 1948 von den USA initiiert worden war, um potenziellen sowjetischen Einfluss in der Region zu unterbinden. Am 28. Januar 2013 wurde beschlossen, mit der temporären Präsidentschaft der Karibischen Gemeinschaft (CARICOM) ein weiteres Mitglied in die Führungstroika der CELAC aufzunehmen. 2013 hatte Haiti die CARICOM-Präsidentschaft inne.

### Gründungsgipfel 2011 in Caracas

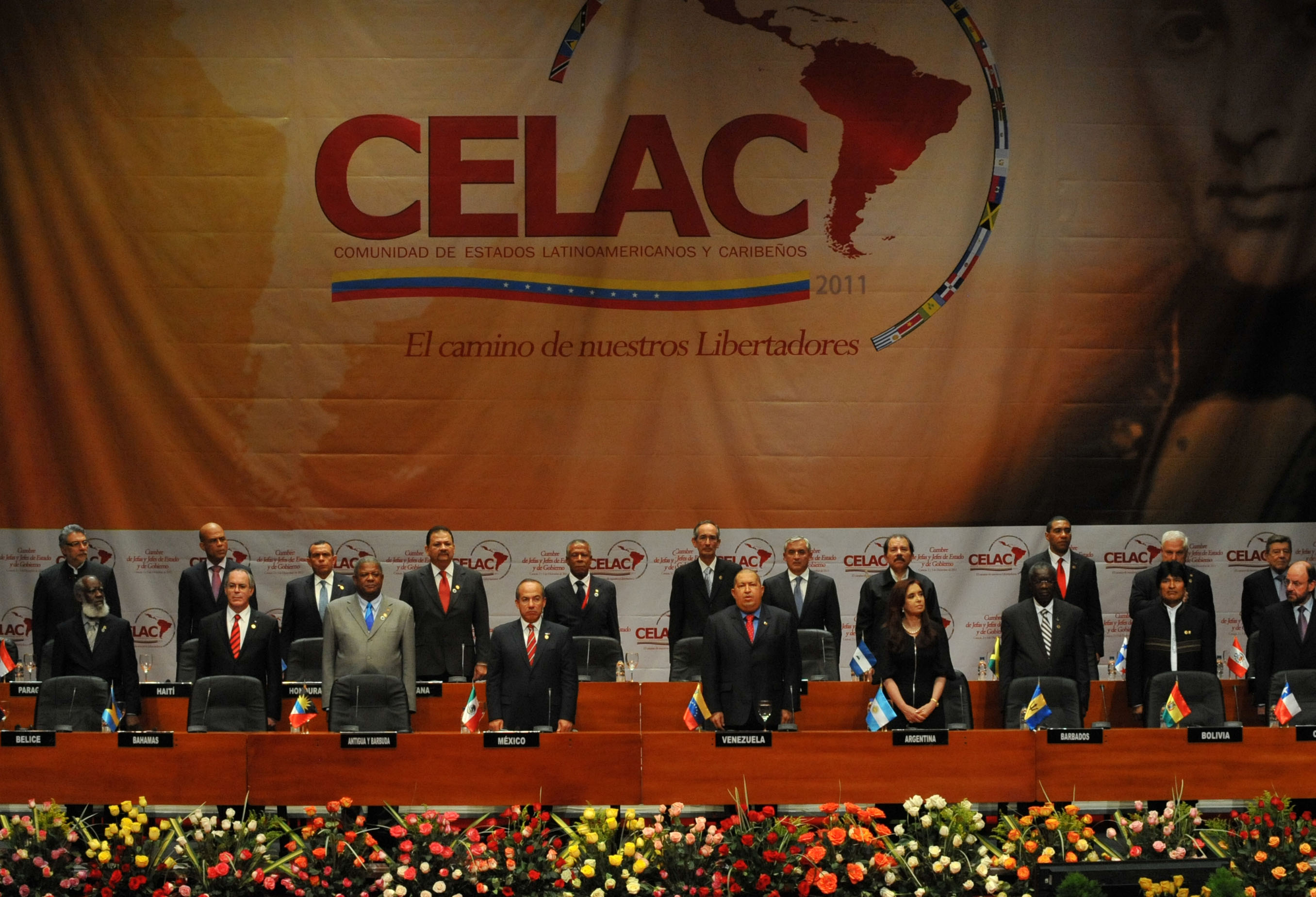
Staats- und Regierungschefs während des Gründungsgipfels der CELAC

Das Gründungstreffen der CELAC sollte ursprünglich im Sommer 2011 stattfinden, wurde aber aufgrund einer Krebserkrankung des damaligen venezolanischen Staatspräsidenten Hugo Chávez auf den 2. und 3. Dezember 2011 in Caracas, Venezuela verschoben. Formell ist die CELAC damit die Nachfolgerin der 1987 gegründeten Rio-Gruppe.
An dem Gipfeltreffen nahmen 33 Staats- und Regierungschefs teil und verabschiedeten einen Aktionsplan für 2012 und 18 Kommuniqués. Mit der Deklaration von Caracas soll die CELAC den politischen, wirtschaftlichen, sozialen und kulturellen Integrationsprozess vorantreiben.

### Weitere Gipfel
- 2. Gipfeltreffen am 28./29. Januar 2014 in Havanna, Kuba[6]
- 3. Gipfeltreffen 28./29. Januar 2015 in San José, Costa Rica[7]
- 4. Gipfeltreffen 26./27. Januar 2016 in Quito, Ecuador[8]
- 5. Gipfeltreffen 24./25. Januar 2017 in Punta Cana, Dominikanische Republik
- 6. Gipfeltreffen 18./19. September 2021 in Mexiko-Stadt, Mexiko[9][10]
- 7. Gipfeltreffen 24. Januar 2023 in Buenos Aires, Argentinien[11][12]
- 8. Gipfeltreffen 1./2. März 2024 in Kingstown, Sankt Vincent und die Grenadinen
- 9. Gipfeltreffen 4./5. April 2025 in Tegucigalpa, Honduras.

## Organe
- Gipfeltreffen der Staats- und Regierungschefs
- Temporäre Präsidentschaft
- Konferenz der Außenminister
- Konferenz der nationalen Koordinatoren
- Spezielle Versammlungen
- Führungstroika, ab 2013: Erweiterte Führungstroika
- Geplant ist der Aufbau eines Generalsekretariats und eines CELAC-Parlaments[13]

## Präsidentschaft
Die CELAC-Präsidentschaft wird für jeweils ein Jahr vom Gastgeberland übernommen und koordiniert sich dabei in einer Troika mit seinen nächsten beiden Nachfolgern.
|     | Land                           | Zeitraum                         |
| --- | ------------------------------ | -------------------------------- |
| 1.  | Venezuela                      | 2.–3. Dezember 2011              |
| 2.  | Chile                          | 4. Dezember 2011–27. Januar 2013 |
| 3.  | Kuba                           | 28. Januar 2013–27. Januar 2014  |
| 4.  | Costa Rica                     | ab 28. Januar 2014               |
| 5.  | Ecuador                        | ab Ende Januar 2015              |
| 6.  | Dominikanische Republik        | ab Ende Januar 2016              |
| 7.  | El Salvador                    | ab Ende Januar 2017              |
| 8.  | Bolivien                       | ab 14. Januar 2019               |
| 9.  | Mexiko                         | ab 8. Januar 2020                |
| 10. | Argentinien                    | ab 7. Januar 2022                |
| 11. | St. Vincent und die Grenadinen | ab 24. Januar 2023               |
| 12. | Honduras                       | ab 1. März 2024                  |

## Ziele
- Zurückdrängung des Kolonialismus
- Eindämmung des Einflusses der USA in der Region
- Reduzierung der sozialen Ungleichheiten
- Stärkung der Süd-Süd-Kooperation
- Größere Mitspracherechte bei internationalen Fragen

## Mitglieder
| Staat                          | Bevölkerung | Landfläche      | Meeresfläche  | Amtssprache    | Hauptstadt        |
| ------------------------------ | ----------- | --------------- | ------------- | -------------- | ----------------- |
| Antigua und Barbuda            | 87.883      | 443 km²         | 114.217 km²   | Englisch       | Saint John        |
| Argentinien                    | 40.091.359  | 2.780.400 km²   | 2.015.409 km² | Spanisch       | Buenos Aires      |
| Bahamas                        | 301.790     | 13.940 km²      | 761.038 km²   | Englisch       | Nassau            |
| Barbados                       | 279.912     | 431 km²         | 187.324 km²   | Englisch       | Bridgetown        |
| Belize                         | 372.000     | 22.966 km²      | 48.529 km²    | Englisch       | Belmopan          |
| Bolivien                       | 10.426.160  | 1.098.581 km²   | 0 km²         | Spanisch       | Sucre und La Paz  |
| Brasilien *                    | 202.740.000 | 8.514.877 km²   | 4.435.518 km² | Portugiesisch  | Brasília          |
| Chile                          | 17.094.275  | 756.096,3 km²   | 3.928.226 km² | Spanisch       | Santiago de Chile |
| Costa Rica                     | 4.579.000   | 51.100 km²      | 594.310 km²   | Spanisch       | San José          |
| Dominica                       | 69.278      | 754 km²         | 29.644 km²    | Englisch       | Roseau            |
| Dominikanische Republik        | 10.090.000  | 48.442 km²      | 266.636 km²   | Spanisch       | Santo Domingo     |
| Ecuador                        | 14.306.876  | 283.561 km²     | 1.118.265 km² | Spanisch       | Quito             |
| El Salvador                    | 5.744.113   | 21.041 km²      | 107.814 km²   | Spanisch       | San Salvador      |
| Grenada                        | 89.502      | 344 km²         | 29.663 km²    | Englisch       | St. George’s      |
| Guatemala                      | 14.700.000  | 108.889 km²     | 128.592 km²   | Spanisch       | Guatemala-Stadt   |
| Guyana                         | 759.000     | 214.970 km²     | 188.343 km²   | Englisch       | Georgetown        |
| Haiti                          | 9.800.000   | 27.750 km²      | 133.443 km²   | Französisch    | Port-au-Prince    |
| Honduras                       | 7.793.000   | 112.492 km²     | 318.260 km²   | Spanisch       | Tegucigalpa       |
| Jamaika                        | 2.735.520   | 10.991 km²      | 267.939 km²   | Englisch       | Kingston          |
| Kolumbien                      | 45.656.937  | 1.141.748 km²   | 861.849 km²   | Spanisch       | Bogotá            |
| Kuba                           | 11.242.621  | 110.860 km²     | 412.276 km²   | Spanisch       | Havanna           |
| Mexiko                         | 112.322.757 | 1.972.550 km²   | 3.596.695 km² | Spanisch       | Mexiko-Stadt      |
| Nicaragua                      | 5.465.100   | 129.494 km²     | 194.755 km²   | Spanisch       | Managua           |
| Panama                         | 3.405.813   | 78.200 km²      | 389.050 km²   | Spanisch       | Panama-Stadt      |
| Paraguay                       | 7.030.917   | 406.752 km²     | 0 km²         | Spanisch       | Asunción          |
| Peru                           | 29.885.340  | 1.285.215,6 km² | 897.915 km²   | Spanisch       | Lima              |
| St. Lucia                      | 160.145     | 616 km²         | 16.161 km²    | Englisch       | Castries          |
| St. Kitts und Nevis            | 38.950      | 261 km²         | 10.627 km²    | Englisch       | Basseterre        |
| St. Vincent und die Grenadinen | 104.000     | 389 km²         | 37.863 km²    | Englisch       | Kingstown         |
| Suriname                       | 526.000     | 163.270 km²     | 181.403 km²   | Niederländisch | Paramaribo        |
| Trinidad und Tobago            | 1.299.953   | 5.128 km²       | 99.483 km²    | Englisch       | Port of Spain     |
| Uruguay                        | 3.424.595   | 176.215 km²     | 217.493 km²   | Spanisch       | Montevideo        |
| Venezuela                      | 30.102.382  | 916.445 km²     | 1.328.716 km² | Spanisch       | Caracas           |

Zwölf Länder sind in Südamerika, die für 87 % der Fläche und 68 % der Bevölkerung stehen.
Einige Länder haben weitere Amtssprachen, darunter Quechua und Aymara in den Andenstaaten Bolivien, Peru und Ecuador sowie Guaraní in Paraguay.

## Transkontinentale Tagungen und Zusammenarbeit

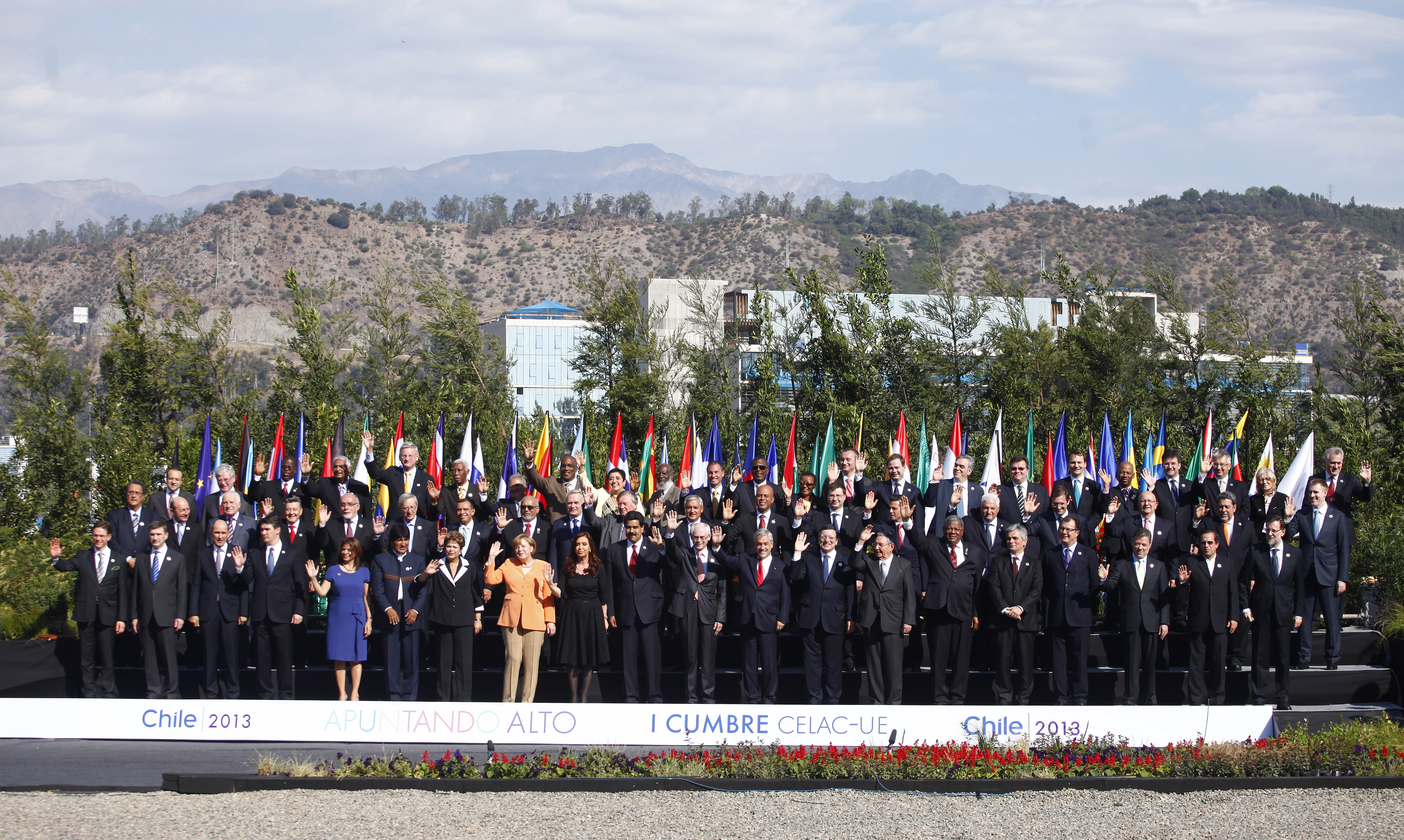
Staats- und Regierungschefs während des 1. CELAC-EU-Gipfels 2013 in Santiago de Chile

### CELAC-EU-Gipfel
Die seit 1999 zweijährlich stattfindenden EU-Lateinamerika-Gipfel werden, nachdem sich die CELAC konstituierte, als CELAC-EU-Gipfel fortgeführt:
- 1. CELAC-EU-Gipfel = VII. EU-Lateinamerika-Gipfel, am 26. und 27. Januar 2013 in Santiago de Chile[15]
- 2. CELAC-EU-Gipfel = VIII. EU-Lateinamerika-Gipfel, am 10. und 11. Juni 2015 in Brüssel[15]
- 3. CELAC-EU-Gipfel = IX. EU-Lateinamerika-Gipfel, am 17. und 18. Juli 2023 in Brüssel[16]

2016 und 2018 fanden entsprechende Treffen auf Ebene der Außenminister statt.

### CELAC-China-Gipfel
Unter dem Motto „Neue Plattform, neuer Ausgangspunkt und neue Chance - Gemeinsam für umfassende kooperative Partnerschaft zwischen China, Lateinamerika und der Karibik“ fand am 8./9. Januar 2015 ein gemeinsamer Gipfel aller 33 Staaten und der VR China in Peking statt. China wird demzufolge im kommenden Jahrzehnt rund 250 Milliarden US-$ in Mittel- und Südamerika und der Karibik investieren, wodurch sich das wechselseitige Handelsvolumen auf eine halbe Billion $ verdoppeln soll. Falls die chinesischen Investitionen in der Partnerregion, wie von Xi Jinping versprochen, umgesetzt werden sollten, wird China allein in Zukunft mehr Kredite in der Region vergeben als die Weltbank und die Interamerikanische Entwicklungsbank  gemeinsam. Ein Kooperationsplan wird derzeit erstellt; wenn er verwirklicht wird, wird sich die gegenwärtige Handelsstruktur dahin ändern, dass weniger Rohstoffe nach China geliefert werden und stattdessen mehr verarbeitete Produkte. China wird im Gegenzug in die Infrastruktur in Süd- und Mittelamerika investieren.